# Ернст Крузе
Ернст Густав Крузе (нім. Ernst Gustav Kruse; 1 жовтня 1915, Егельн — 15 жовтня 1944, Дзбаниці) — німецький офіцер, лейтенант вермахту. Кавалер Лицарського хреста Залізного хреста з дубовим листям.

## Біографія
Наприкінці 1935 року вступив в 3-й стрілецький полк. В березні 1938 року призначений командиром взводу 7-ї роти. Учасник Польської і Французької кампаній, а також Німецько-радянської війни. Відзначився у боях на Дону. Наприкінці 1943 року відкликаний до Німеччини. 23 вересня 1944 року повернувся на фронт і призначений ордонанс-офіцером 3-го батальйону 3-го моторизованого полку 3-ї танкової дивізії. Загинув у бою. Похований в Млавці.

## Звання
- Солдат (1935)
- Унтерофіцер (1937)
- Фельдфебель (березень 1938)
- Оберфельдфебель (1931)
- Фенріх (1943)
- Оберфенріх (1944)
- Лейтенант (1944)

## Нагороди
- Медаль «За вислугу років у Вермахті» 4-го класу (4 роки)
- Медаль «У пам'ять 1 жовтня 1938 року» із застібкою «Празький град»
- Залізний хрест
  - 2-го класу (28 жовтня 1939)
  - 1-го класу (26 липня 1940)
- Нагрудний знак «За танкову атаку» в сріблі
- Німецький хрест в золоті (19 січня 1942)
- Сертифікат Пошани Головнокомандувача Сухопутних військ Вермахту (20 серпня 1942)
- Лицарський хрест Залізного хреста з дубовим листям
  - лицарський хрест (6 жовтня 1942)
  - дубове листя (№ 245; 17 травня 1943)
- Медаль «За зимову кампанію на Сході 1941/42» (1 вересня 1942)
- Нагрудний знак «За поранення» в чорному
- Нагрудний знак ближнього бою в бронзі